# Rotava
Rotava är en stad i Tjeckien.   Den ligger i regionen Karlovy Vary, i den västra delen av landet, 130 km väster om huvudstaden Prag. Rotava ligger 515 meter över havet och antalet invånare är 3 403.
Terrängen runt Rotava är kuperad västerut, men österut är den platt. Rotava ligger nere i en dal. Runt Rotava är det ganska glesbefolkat, med 48 invånare per kvadratkilometer. Närmaste större samhälle är Sokolov, 13,6 km söder om Rotava. I omgivningarna runt Rotava växer i huvudsak blandskog.